# Alexander Lowen
Alexander Lowen  (Nova Iorque, 23 de dezembro de 1910 — New Canaan (Connecticut), 28 de outubro de 2008) foi um psicanalista estadunidense de orientação freudiana. Foi um dos estudantes de Wilhelm Reich nos anos 1940 e início dos anos 1950 em Nova York. Desenvolveu a psicoterapia mente-corporal conhecida como análise bioenergética com seu então colega John Pierrakos. Foi o fundador e primeiro diretor-executivo do International Institute for Bioenergetic Analysis (Instituto Internacional de Análise Bioenergética), localizado na cidade de Nova Iorque.

## Biografia
Lowen recebeu um diploma de bacharel em ciência e negócios da Universidade da Cidade de Nova Iorque. Em seguida, recebeu o diploma de graduação da Escola de Direito do Brooklyn. Seu interesse na união entre corpo e mente desenvolveu-se durante esse tempo, e ele acabou por matricular-se numa classe de análise de personagem com Wilhelm Reich. Depois de treinar para ser um terapeuta, Lowen se mudou para a Suíça para lecionar na Universidade de Genebra, que garantiu, a ele, um título de doutor em medicina em junho de 1951.
Praticou psicoterapia por mais de 60 anos. Foi autor de 14 livros de análise bioenergética. Morreu em 28 de outubro de 2008, aos 97 anos.

## Obras
Ao decorrer de sua carreira, Lowen publicou 14 livros, incluindo The Language of the Body em 1958, seguido por Love and Orgasm (1965), The Betrayal of the Body (1967), Pleasure (1970), Bioenergetics (1976), Depression and the Body (1977), Fear of Life (1980), Narcissism (1984), Love, Sex and Your Heart (1988), The Spirituality of the Body (1990), Joy (1995), Honoring the Body (2004) e The Voice of the Body (2005). Com sua esposa Leslie, escreveu The Way to Vibrant Health: A Manual of Bioenergetic Exercises em 1977.

## Títulos em língua portuguesa
- O corpo em depressão: as bases biológicas da fé e da realidade. São Paulo: Summus. 1972: 1983. 222p.
- Medo da vida: caminhos da realização pessoal. Pela vitória sobre o medo. 7.ed. São Paulo: Summus. 1980: 1986. 254p.
- Amor, sexo e seu coração. São Paulo: Summus. 1988: 1990. 199p.
- A espiritualidade do corpo (Bioenergética para a beleza e harmonia). São Paulo: Cultrix, 1990: 1995. 229p.
- Alegria. São Paulo: Summus, 1997. 242p.
- Amor e orgasmo. Guia Revolucionário para plena realização sexual.
- Bioenergética. São Paulo: Summus, 1982. 302p.
- Narcisismo. São Paulo: Cultrix,1985.222p.
- O corpo em terapia: a Abordagem Bioenergética. São Paulo: Summus, 1977. 342p.
- O corpo traído. São Paulo: Summus, 1979. 270p. 3a. Ed.
- Prazer. Uma abordagem Criativa da vida. São Paulo: Summus, 1984. 230p